# Heinrich Büssing
Heinrich Büssing (Nordsteimke, 29 giugno 1843 – Braunschweig, 27 ottobre 1929) è stato un inventore e imprenditore tedesco.
È stato un pioniere nella costruzione di camion e autobus. 
A lui si devono quasi 250 brevetti depositati. 
Ha fondato diverse imprese di successo, tra le quali la Büssing.

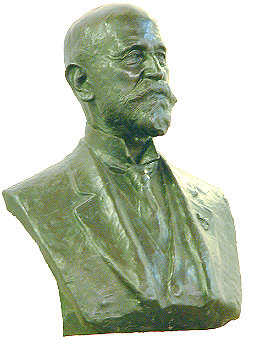
Busto in bronzo di Heinrich Büssing

## Biografia
Secondogenito e primo figlio maschio del fabbro Johann Heinrich Büssing, in gioventù fece il mestiere del padre. 
Nel 1863 iniziò, senza il sostegno dei suoi genitori, a studiare ingegneria meccanica al Collegium Carolinum di Braunschweig. 
Dopo la laurea si dedicò a varie attività (produzione di motori ad aria calda e biciclette).
Nel 1870, fondò un laboratorio per la costruzione di fari per segnalazione ad uso ferroviario e nel 1873 si mise in società con il mercante tedesco Max Jüdel nella "Eisenbahn-Signalbau-Anstalt Max Jüdel & Co.". 
Numerose innovazioni tecnologiche garantirono all'azienda grandi consegne in patria e all'estero e infatti, in questo settore, Büssing acquisì 92 brevetti tedeschi.
Nel 1892 fu consegnato il millesimo impianto di segnalazione. 
Il 1901 fu un anno di svolta per Büssing il quale decise di dedicarsi ai veicoli a motore tanto che lasciò prima la costruzione di segnali per poi fondare nel 1903 la "H. Büssing, Spezialfabrik für Motorlastwagen und Motoromnibusse", divenuta una delle più importanti aziende produttrici di autocarri della prima metà del secolo ventesimo.

## Museo

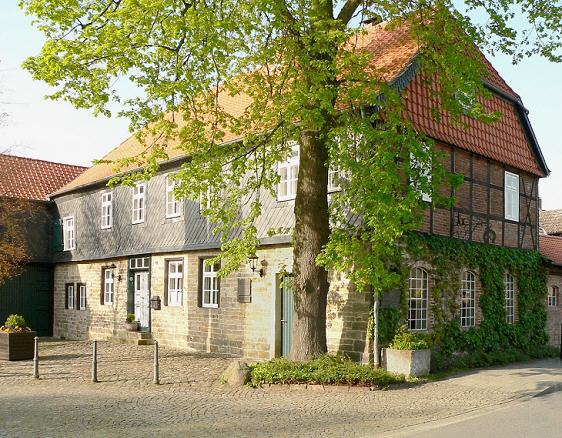
Casa di Heinrich Büssing a Nordsteimke

La casa natale di Heinrich Büssing, la casa con bottega di fabbro a Nordsteimke costruita da suo padre nel 1842, è stata trasformata in museo nel 1988 in occasione del 750° anniversario del villaggio. L'iniziativa di creare la Heinrich Büssing House è nata dal Gruppo MAN. Nel processo, l'ex fucina del villaggio è stata ricostruita per essere di nuovo funzionale. Oltre a presentare la vita e l'opera di Büssing, il museo mostra lo sviluppo dall'artigianato all'industria.